# Жовтневий інцидент
Жовтневий інцидент (яп. 十月事件), також відомий в історії як інцидент з імператорськими прапорами (стягами) (яп. 錦旗革命事件) — невдала спроба вчинити державного перевороту в Японській імперії 21 жовтня 1931 року. Організатором замаху на вчинення державного перевороту, була таємна японська організація Сакуракай, яка діяла у складі імператорської армії Японської імперії, за підтримкою цивільних (не військових, та не державних) японських ультранаціоналістичних груп.

## Передумови
Не зумівши змінити цивільний уряд Японської імперії на  тоталітарну військову диктатуру в результаті невдалого державного перевороту під час так званого березневому інциденті в березні 1931, підполковник імператорської армії Японської імперії Кінгоро Хашімото з таємною організацією Сакуракай та його прибічники з японських ультранаціоналістичних цивільних осіб серед яких був пан Шумей Окава, вирішили повторити спробу державного перевороту в жовтні 1931 року.
Незабаром після військового вторгнення квантунської армії Японської імперії на територію Маньчжурії, без отримання попереднього дозволу від Генерального штабу імператорської армії Японської імперії та через постійні заперечення японського цивільного уряду, капітан Ісаму Чо таємно (без наказу) повернувся до Японської імперії з території Північного Китаю. Він повернувся, щоб очолити змову, та щоб «запобігти уряду розтратити плоди нашої перемоги в Маньчжурії». Він зміг залучити (отримати) підтримку 120 членів організації Сакуракай, та десяти рот військ імператорської гвардії та десяти бомбардувальників імператорського флоту Японської імперії.
Основними елементами прийдешніх подій повинні були бути:
- Головні державні діячі та посадові особи Японської імперії, а саме: прем'єр-міністр Японської імперії Вакацукі Рейдзіро, великий камергер Сайто Макото, принц Сай'ондзі Кіммоті, лорд-охоронець таємної печатки Макіно Нобуакі, а також міністр закордонних справ Сідехара Кідзюро мали бути вбиті.
- Імператорський палац, штаб столичної поліції Токіо (столиця Японської імперії) та інші ключові урядові будівлі мали бути захоплені військами, які були вірні організації Сакуракай.
- Новий кабінет (уряд) Японської імперії буде сформований під егідою японського генерала Аракі Садао, який був головою японської воєнної радикальної фракції Кодоха (Імперський шлях). Новий уряд Японської імперії заборонить політичні партії та закріпить за Японською імперією нещодавні територіальні завоювання на території Республіки Китай, а саме в Маньчжурії.
- Імператор Японської імперії був би змушений прийняти цю Реставрацію Сьова, навіть під загрозою насильства.[1]

Проте молодші учасники змови засумнівались у своїх лідерах та відокремилися (відмовились) від змови. Окрім цього був витік інформації, які дійшли до японського військового міністра генерала Джіро Мінамі. Він просив генерала Аракі Садао, щоб він заспокоїв невдоволених. Після цього генерал Садао Аракі спробував порозумітися з підполковником Кінгоро Хашімото і Ісаму Чо, але вони не захотіли відмовилися від свого плану, і 17 жовтня 1931 року генерал Аракі Садао заарештував їх використавши при цьому Кемпейтай — японську військову поліцію.
Покарання за цю невдалу спробу державного перевороту було навіть м’якшим, ніж за попередню спробу під час так званого березневого інциденту, оскільки генерал Мінамі публічно вибачив організаторам цієї спроби, пояснюючи їх спробу як просто надлишок патріотичного запалу. Підполковником Кінгоро Хашімото був засуджений до 20 днів домашнього арешту, Ісаму Чодо 10 днів домашнього арешту, а інших ватажків змови просто перевели.

## Результат та подальші наслідки
Так званий Жовтневий інцидент 21 жовтня 1931 року, також відомий як «Інцидент імперських прапорів (стягів)»,  закінчився очевидним провалом і призвів до розпуску організації Сакуракай. Проте легкість покарань для змовників, лише заохочувала інші спроби військового втручання в роботу уряду Японської імперії, що призвело до інциденту 26 лютого 1936 року.